# Episodi di 48 ore (serie televisiva)
La prima e unica stagione della serie televisiva 48 ore, formata da 12 episodi, è stata trasmessa per la prima volta in Italia per i primi 4 episodi su Canale 5 e i rimanenti 8 episodi su Italia 1 dal 2 maggio al 14 agosto 2006.
| n° | Titolo originale        | Prima TV Italia |
| -- | ----------------------- | --------------- |
| 1  | Un'altra vita           | 2 maggio 2006   |
| 2  | Questione di coraggio   | 2 maggio 2006   |
| 3  | Il mondo futuro         | 8 maggio 2006   |
| 4  | Solo per amore          | 8 maggio 2006   |
| 5  | Siamo tutti trasparenti | 24 luglio 2006  |
| 6  | Onora il padre          | 24 luglio 2006  |
| 7  | Ama il prossimo tuo     | 31 luglio 2006  |
| 8  | Atti impuri             | 31 luglio 2006  |
| 9  | Una vita che non c'é    | 7 agosto 2006   |
| 10 | La resa dei conti       | 7 agosto 2006   |
| 11 | All'inferno e ritorno   | 14 agosto 2006  |
| 12 | In fondo al tunnel      | 14 agosto 2006  |

## Un'altra vita

### Trama
La squadra Catturandi composta dal commissario capo Diego Montagna, il suo vice Marta De Maria, gli ispettori Renato Tenco e Fabrizio Strada, il sovraintendente Vincenzo Vullo e gli agenti Andrea Billè e Michele Stavich cerca un pentito di 'ndrangheta evaso, testimone chiave al processo che vede coinvolto il boss mafioso Mario Crotone e il suo clan. Stavich si infiltra nel clan Crotone per conto della squadra.

## Questione di coraggio

### Trama
Stavich viene catturato da Crotone, che lo usa come esca per far fuori Montagna. De Maria non resta indifferente nei confronti di Tenco. Alla fine la squadra non riesce a salvare Stavich, ucciso in un'esplosione di una vecchia barca dovuto ad un ordigno messo da uno scagnozzo di Crotone.

## Il mondo futuro

### Trama
La Catturandi dà la caccia ad un membro di un gruppo terroristico che ha ucciso un consulente del Governo anni prima e per di più la squadra è sconvolta dalla morte di Stavich. Tenco rivela a De Maria di essersi innamorato di lei.

## Solo per amore

### Trama
La Catturandi trova il covo dove era nascosto Crotone, ma lo trova deserto, perché lui è riuscito a fuggire. Mentre Tenco bacia la De Maria. Però la Catturandi dovrà trovare una donna appena condannata per aver ucciso il marito, uno degli imprenditori più importanti di Genova, che è evasa dal carcere.

## Siamo tutti trasparenti

### Trama
La Catturandi ha un nuovo caso: trovare un vigile urbano che ha ucciso la sua fidanzata per gelosia. De Maria rinnega i sentimenti per Tenco.

## Onora il padre

### Trama
La Catturandi è impegnata nella ricerca di un pluriomicida che ha ucciso i suoi genitori e poi è fuggito. Intanto Strada e De Maria vengono minacciati e Montagna prova a battere la pista per trovare Crotone, ma viene rapito.

## Ama il prossimo tuo

### Trama
La Catturandi è impegnata nella ricerca di un immigrato clandestino che ha rapinato diverse ville uccidendo una persona. De Maria rinnega a Tenco la loro notte passata insieme e la Catturandi trova morto Montagna.

## Atti impuri

### Trama
La Catturandi, sconvolta per la morte di Montagna, dovrà trovare un pericoloso pedofilo. Il caso colpisce in particolare Strada che trascura la famiglia per dedicarsi alle indagini.

## Una vita che non c'è

### Trama
Nel corso delle indagini per la ricerca di un ex direttore di banca condannato per riciclaggio, Tenco spia Strada.

## La resa dei conti

### Trama
Mentre Tenco si autosospende dal servizio per salvare la sua amante prostituta, la Catturandi tenta di catturare Crotone.

## All'inferno e ritorno

### Trama
Tenco, fingendosi un produttore di cinema porno si infiltra nel clan mafioso russo, guidato da Anna la Slava. Nel frattempo il resto della squadra dà la caccia ad un serial killer di ragazze evaso.

## In fondo al tunnel

### Trama
La missione di Tenco è messa in pericolo dall'evasione di un affiliato che potrebbe riconoscerlo. Tenco ottiene la prova che Montagna è stato tradito poco prima di essere stato fatto fuori, ma si è fatto catturare.